# Tectarius tectumpersicum
Tectarius tectumpersicum is een slakkensoort uit de familie Littorinidae. De wetenschappelijke naam is gepubliceerd in 1758 door Linnaeus in de tiende editie van Systema naturae.